# Siegmund Gutsch
Siegmund Gutsch (ur. 9 grudnia 1899 w Siódemce, data śmierci nieznana) – pastor ewangelicki, proboszcz Parafii Ewangelicko-Augsburskiej w Iłowie w latach 1931–1939.

## Życiorys
Siegmund Gutsch urodził się 9 grudnia 1899 roku we wsi Siódemka k. Bełchatowa w rodzinie niemieckich kolonistów, Karla Gutscha i Zuzanny z. d. Pudell .
W latach 1922–1926 studiował teologię na Wydziale Teologii Ewangelickiej Uniwersytetu Warszawskiego. Ordynowany na księdza ewangelickiego 4 czerwca 1926 roku przez superintendenta generalnego Juliusza Burschego. W latach 1926–1928 wikariusz, a od 1929 pastor diakon w Parafii Ewangelicko-Augsburskiej w Pabianicach. W latach 1931–1939 proboszcz Parafii Ewangelicko-Augsburskiej w Iłowie.

## Okoliczności śmierci
W czasie okupacji hitlerowskiej ks. Gutsch został aresztowany przez niemiecką policję pod zarzutem nielegalnego handlu tekstyliami. W toku przesłuchań i prowadzonego śledztwa wyszło na jaw, iż ks. Gutsch w przeddzień wybuchu wojny poinformował funkcjonariuszy Policji Państwowej o działalności grup niemieckiej "piątej kolumny" w rejonie Iłowa . Więziony przez hitlerowców w Sochaczewie i Płocku. Zastrzelony podczas próby ucieczki.